# Act III (album Closterkellera)
Act III – album DVD polskiej grupy muzycznej Closterkeller. Wydawnictwo ukazało się 26 sierpnia 2003 roku nakładem wytwórni muzycznej Metal Mind Productions. Na płycie znalazł się występ zespołu zarejestrowany 11 kwietnia 2003 roku w Studio Krzemionki w Krakowie. Ponadto jako materiał dodatkowy umieszczone zostały teledyski oraz nagrania audio.

## Lista utworów
Opracowano na podstawie materiału źródłowego.
| Koncert 1. „Miraż” 2. „Na krawędzi” 3. „Cisza w jej domu” 4. „To on znowu następny” 5. „Podziemny krąg” 6. „Kiedy latam” 7. „Fortepian” 8. „Grzech” 9. „Ziemia obiecana” 10. „Klepsydra” 11. „Jak o kamień deszcz” 12. „Dla jej siostry” 13. „Graphite” 14. „Władza” |  | Bonus audio 1. „Purple” – 3:48 2. „Maska – Moje Drugie Ja” – 4:34 3. „Vintage Wine” – 3:32 4. „Lady Macbeth (English Version)” – 3:34 5. „Violette (English Version)” – 5:57 6. „Here Comes Another One” – 4:42 7. „A Ona, Ona” – 7:13 8. „Śniło” – 4:19 9. „Smutek Spełnionej Baśni” – 4:03 10. „Cisza W Jej Domu” – 7:31 11. „Zaklęta W Marmur” – 4:34 12. „The Secret Place” – 5:16 |  | Teledyski 1. „W moim kraju” – 4:02 2. „Babeluu” – 4:44 3. „Owoce wschodu” – 4:13 4. „Scarlett” – 4:09 5. „Władza” – 4:24 6. „Cisza w moim domu” – 4:47 7. „Czas komety” – 3:58 8. „Na krawędzi” – 3:38 Inne 1. Wywiad z Anją Orthodox – 31:25 |

## Twórcy
Opracowano na podstawie materiału źródłowego.

- Anja Orthodox – śpiew, instrumenty klawiszowe
- Michał „Rollo” Rollinger – instrumenty klawiszowe
- Marcin „Freddie” Mentel – gitara
- Marcin „Pucek” Płuciennik – gitara basowa
- Gerard „Gero” Klawe – perkusja
- Tomasz Dziubiński – produkcja
- Marcin „Zeman” Tymanowski – edycja dźwięku, miksowanie
- Agnieszka Szuba – grafika
- Andrzej Głuc – zdjęcia